# Blak Twang
Blak Twang (* 28. Juni 1972 in Manchester; eigentlich Tony Olabode) ist ein britischer Rapper.

## Leben
Olabode wuchs im Londoner Stadtteil Lewisham auf. Neben Kollaborationen mit Roots Manuva arbeitete er unter anderem auch mit Beverley Knight, Tom Jones und dem Wu-Tang Clan zusammen.
Seine Solo-Debüt-Single What Goin' On wurde 1995 veröffentlicht. 1996 gewann er einen MOBO Award als „Best Hip-Hop Artist“. Sein erfolgreichstes Jahr war bislang 2002, in welchem er zuerst mit Estelle und dem Titel Trixstar (Platz 54) und dann mit Jahmali und So Rotten (Platz 48) in den UK-Singles-Charts landen konnte.

## Diskografie

### Alben
- 1996: Dettwork South East
- 1997: 19 Long Time
- 2002: Kik Off
- 2005: The Rotton Club
- 2008: Speaking From Xperience

### Singles
- 2002: Trixstar (mit Estelle)
- 2002: So Rotten (mit Jahmali)
- 2005: G.C.S.E. (mit K9)